# Svetovno prvenstvo v motociklizmu sezona 1986
Svetovno prvenstvo v motociklizmu sezona 1986 je bila osemintrideseta sezona Svetovnega prvenstva v motociklizmu.

## Velike nagrade
| Št | Velika nagrada    | Dirkališče     | Zmagovalec - 80    | Zmagovalec - 125   | Zmagovalec - 250 | Zmagovalec - 500 | Poročilo |
| 1  | Španija           | Jarama         | Jorge Martinez     | Fausto Gresini     | Carlos Lavado    | Wayne Gardner    | Poročilo |
| 2  | Nations           | Monza          | Stefan Dörflinger  | Fausto Gresini     | Anton Mang       | Eddie Lawson     | Poročilo |
| 3  | Nemčija           | Nürburgring    | Manuel Herreros    | Luca Cadalora      | Carlos Lavado    | Eddie Lawson     | Poročilo |
| 4  | Avstrija          | Salzburgring   | Jorge Martinez     | Luca Cadalora      | Carlos Lavado    | Eddie Lawson     | Poročilo |
| 5  | Jugoslavija       | Reka           | Jorge Martinez     |                    | Sito Pons        | Eddie Lawson     | Poročilo |
| 6  | Nizozemska        | Assen          | Jorge Martinez     | Luca Cadalora      | Carlos Lavado    | Wayne Gardner    | Poročilo |
| 7  | Belgija           | Spa            |                    | Domenico Brigaglia | Sito Pons        | Randy Mamola     | Poročilo |
| 8  | Francija          | Le Mans        |                    | Luca Cadalora      | Carlos Lavado    | Eddie Lawson     | Poročilo |
| 9  | V. Britanija      | Silverstone    | Ian McConnachie    | August Auinger     | Dominique Sarron | Wayne Gardner    | Poročilo |
| 10 | Švedska           | Anderstorp     |                    | Fausto Gresini     | Carlos Lavado    | Eddie Lawson     | Poročilo |
| 11 | San Marino        | Misano         | Pier Paolo Bianchi | August Auinger     | Tadahiko Taira   | Eddie Lawson     | Poročilo |
| 12 | Baden-Württemberg | Hockenheimring | Gerhard Waibel     | Fausto Gresini     |                  |                  | Poročilo |

## Dirkaško prvenstvo

### Razred 500 cm3
| Mesto | Dirkač               | Št | Država          | Moštvo           | Točke | Zmage |
| ----- | -------------------- | -- | --------------- | ---------------- | ----- | ----- |
| 1     | Eddie Lawson         | 2  | ZDA             | Marlboro-Yamaha  | 139   | 7     |
| 2     | Wayne Gardner        | 4  | Avstralija      | Rothmans-Honda   | 117   | 3     |
| 3     | Randy Mamola         | 6  | ZDA             | Kool-Yamaha      | 105   | 1     |
| 4     | Mike Baldwin         | 11 | ZDA             | Kool-Yamaha      | 78    | 0     |
| 5     | Rob McElnea          | 47 | Zdr. kraljestvo | Marlboro-Yamaha  | 60    | 0     |
| 6     | Christian Sarron     | 3  | Francija        | Gauloises-Yamaha | 58    | 0     |
| 7     | Didier de Radiguès   | 8  | Belgija         | Rollstar-Honda   | 42    | 0     |
| 8     | Raymond Roche        | 7  | Francija        | Katayama-Honda   | 35    | 0     |
| 9     | Ron Haslam           | 5  | Zdr. kraljestvo | Elf-Honda        | 18    | 0     |
| 10    | Pier-Francesco Chili | 46 | Italija         | HB-Suzuki        | 18    | 0     |

### Razred 250 cm3
| Mesto | Dirkač              | Št | Država          | Moštvo    | Točke | Zmage |
| ----- | ------------------- | -- | --------------- | --------- | ----- | ----- |
| 1     | Carlos Lavado       |    | Venezuela       | Yamaha    | 114   | 6     |
| 2     | Sito Pons           |    | Španija         | Honda     | 108   | 2     |
| 3     | Dominique Sarron    |    | Francija        | Yamaha    | 72    | 1     |
| 4     | Anton Mang          | 5  | Z. Nemčija      | Honda     | 65    | 1     |
| 5     | Jean-François Baldé |    | Francija        | Honda     | 63    | 0     |
| 6     | Martin Wimmer       | 4  | Nemčija         | Yamaha    | 56    | 0     |
| 7     | Jacques Cornu       | 10 | Švica           | Honda     | 32    | 0     |
| 8     | Fausto Ricci        | 5  | Italija         | Honda     | 30    | 0     |
| 9     | Tadahiko Taira      |    | Japonska        | Yamaha    | 28    | 0     |
| 10    | Donnie McLeod       |    | Zdr. kraljestvo | Armstrong | 27    | 0     |

### Razred 125 cm3
| Mesto | Dirkač             | Št | Država    | Moštvo  | Točke | Zmage |
| ----- | ------------------ | -- | --------- | ------- | ----- | ----- |
| 1     | Luca Cadalora      |    | Italija   | Garelli | 122   | 4     |
| 2     | Fausto Gresini     | 1  | Italija   | Garelli | 114   | 4     |
| 3     | Domenico Brigaglia | 6  | Italija   | MBA     | 80    | 1     |
| 4     | August Auinger     | 3  | Avstrija  | Bartol  | 60    | 2     |
| 5     | Ezio Gianola       | 4  | Italija   | MBA     | 57    | 0     |
| 6     | Bruno Kneubühler   | 5  | Švica     | LCR     | 54    | 0     |
| 7     | Lucio Pietroniro   |    | Belgija   | MBA     | 37    | 0     |
| 8     | Pier Paolo Bianchi | 2  | Italija   | Seel    | 34    | 0     |
| 9     | Johnny Wickström   |    | Finska    | Tunturi | 33    | 0     |
| 10    | Willy Perez        |    | Argentina | Zanella | 26    | 0     |

### Razred 80 cm3
| Mesto | Dirkač             | Št | Država          | Moštvo  | Točke | Zmage |
| ----- | ------------------ | -- | --------------- | ------- | ----- | ----- |
| 1     | Jorge Martinez     | 2  | Španija         | Derbi   | 94    | 4     |
| 2     | Manuel Herreros    | 4  | Španija         | Derbi   | 85    | 1     |
| 3     | Stefan Dörflinger  | 1  | Švica           | Krauser | 82    | 1     |
| 4     | Hans Spaan         |    | Nizozemska      | Huvo    | 57    | 0     |
| 5     | Gerhard Waibel     | 5  | Z. Nemčija      | Real    | 51    | 1     |
| 6     | Ian McConnachie    | 6  | Zdr. kraljestvo | Krauser | 50    | 1     |
| 7     | Angel Nieto        | 9  | Španija         | Derbi   | 45    | 0     |
| 8     | Pier Paolo Bianchi |    | Italija         | Seel    | 44    | 1     |
| 9     | Josef Fischer      |    | Avstrija        | Krauser | 13    | 0     |
| 10    | Gerd Kafka         |    | Avstrija        | Krauser | 9     | 0     |